# Aittosaari (ö i Södra Österbotten, Kuusiokunnat, lat 62,63, long 23,26)
Aittosaari är en ö i Finland. Den ligger i sjön Jääskänjärvi och i kommunen Alavo i den ekonomiska regionen  Kuusiokunnat  och landskapet Södra Österbotten, i den sydvästra delen av landet, 290 km norr om huvudstaden Helsingfors. Öns area är 0,7 hektar och dess största längd är 160 meter i nord-sydlig riktning.